# Vern Schuppan
Vernon John „Vern“ Schuppan AM (* 19. März 1943 in Booleroo Centre) ist ein ehemaliger australischer Automobilrennfahrer und Rennwagenkonstrukteur. Schuppan fuhr in der Formel 1 und gewann 1983 die 24 Stunden von Le Mans.

## Karriere
Nach einigen erfolgreichen Jahren im australischen Kartsport kam Schuppan 1969 nach Großbritannien. Er stieg dort in die Formel Ford ein und 1971 in die Formel Atlantic auf. Nach seinem Gesamtsieg bei der Yellow-Pages-Meisterschaft kam er zum ersten Mal mit der Formel 1 in Kontakt, als ihn Ken Tyrrell zu einem Testtag einlud. Aber nicht das Tyrrell-Team, sondern B.R.M. gab ihm 1972 einen Werksvertrag.
Schuppan wurde als Junior-Fahrer engagiert und laut Vertrag sollte er vor allem bei den Rennen, die nicht zur Weltmeisterschaft zählten, an den Start gehen. Er wurde Fünfter beim Gold Cup im Oulton Park und Vierter bei der John Player Challenge in Brands Hatch. Als sich 1973 die Situation bei B.R.M. nicht änderte und er weiter als Ersatzfahrer auf einen Einsatz bei einem Grand Prix wartete, nahm er ein Angebot von John Wyer und dessen Gulf-Sportwagenteam an. Im Mirage M6 wurde er gemeinsam mit Mike Hailwood und Howden Ganley Zweiter beim 1000-km-Rennen von Spa.

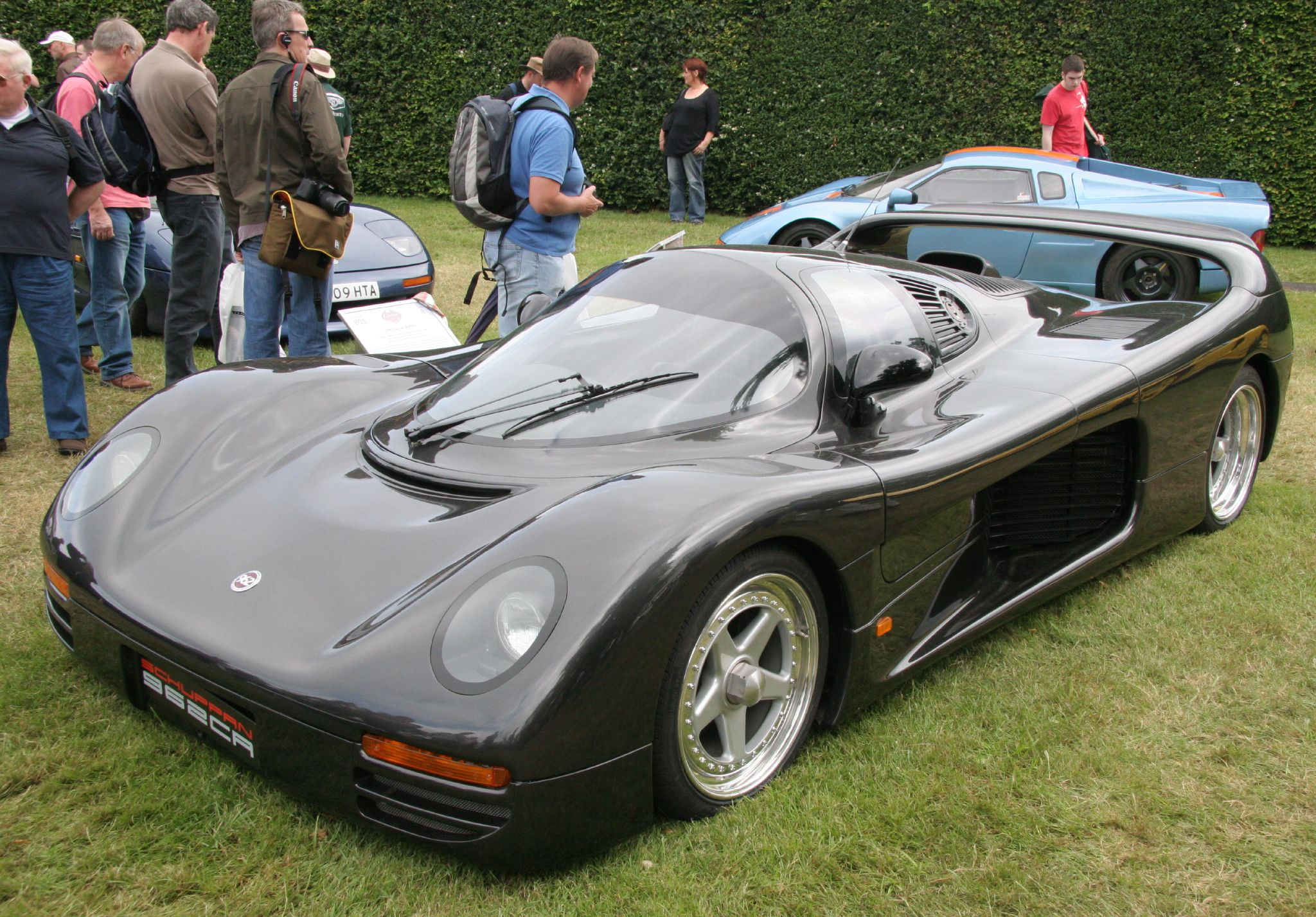
Der Schuppan 962CR, konstruiert von Vern Schuppan

1974 wurde Schuppan Werksfahrer bei Ensign und gab sein Grand-Prix-Debüt beim Großen Preis von Belgien in Nivelles. Zu seinem Formel-1-Engagement kamen sporadische Einsätze in der Formel 5000.
Die Formel-1-Karriere des Australiers blieb unerfüllt und in letzter Konsequenz wenig erfolgreich. Nach einem Rennen für Graham Hill im Hill GH1 1975 folgten noch drei Einsätze für Surtees 1977, dann war die Zeit in der höchsten Monopostoklasse nach nur neun Rennen vorüber.
1976 war Schuppan schon für ein Jahr in die USA übersiedelt, um für das Eagle-Team von Dan Gurney in der USAC-Rennserie zu starten. 1978 kehrte er zurück und wurde 1981 beim Indy 500 Dritter. Neben seinem US-Engagement baute er sich eine höchst erfolgreiche Sportwagenkarriere auf. Anfang der 1980er-Jahre war er einer der schnellsten Piloten im Porsche 956 und sein Erfolgslauf gipfelte im Le-Mans-Sieg 1983 mit Al Holbert und Hurley Haywood als Partnern.
Schuppan tat sich auch als Konstrukteur hervor. Sein Schuppan 962CR, eine Straßenversion des Porsche 962, wurde sechsmal gebaut und verkauft. Nach dem Ende seiner aktiven Karriere stieg er erfolgreich ins Teammanagement ein und war lange Jahre Partner von Stefan Johansson in der Indy-Light-Serie.
1984 wurde er wegen seiner Verdienste um den Motorrennsport zum Member des Order of Australia ernannt.

## Statistik

### Le-Mans-Ergebnisse
| Jahr | Team                     | Fahrzeug     | Teamkollege          | Teamkollege    | Platzierung | Ausfallgrund    |
| ---- | ------------------------ | ------------ | -------------------- | -------------- | ----------- | --------------- |
| 1973 | Gulf Research Racing     | Mirage M6    | Mike Hailwood        | John Watson    | Ausfall     | Unfall          |
| 1974 | Gulf Research Racing     | Gulf GR7     | Reine Wisell         |                | Ausfall     | Antriebswelle   |
| 1975 | Gulf Research Racing Co. | Gulf GR8     | Jean-Pierre Jaussaud |                | Rang 3      |                 |
| 1976 | Gran Touring Cars Inc.   | Mirage GR8   | Derek Bell           |                | Rang 5      |                 |
| 1977 | Gran Touring Cars Inc.   | Mirage GR8   | Jean-Pierre Jarier   |                | Rang 2      |                 |
| 1978 | Gran Touring Cars Inc.   | Mirage M9    | Jacques Laffite      | Sam Posey      | Rang 10     |                 |
| 1979 | Gran Touring Cars Inc.   | Ford M10     | Jean-Pierre Jaussaud | David Hobbs    | Ausfall     | Disqualifiziert |
| 1981 | Porsche System           | Porsche 936  | Jochen Mass          | Hurley Haywood | Rang 12     |                 |
| 1982 | Rothmans Porsche System  | Porsche 956  | Jochen Mass          |                | Rang 2      |                 |
| 1983 | Rothmans Porsche         | Porsche 956  | Al Holbert           | Hurley Haywood | Gesamtsieg  |                 |
| 1984 | Porsche Kremer Racing    | Porsche 956B | Jean-Pierre Jarier   | Alan Jones     | Rang 6      |                 |
| 1985 | Rothmans Porsche         | Porsche 962C | Al Holbert           | John Watson    | Ausfall     | Motorschaden    |
| 1986 | Rothmans Porsche         | Porsche 962C | Drake Olson          |                | Ausfall     | Getriebeschaden |
| 1987 | Rothmans Porsche AG      | Porsche 962C | Jochen Mass          | Bob Wollek     | Ausfall     | Ventilschaden   |
| 1988 | Porsche AG               | Porsche 962C | Sarel van der Merwe  | Bob Wollek     | Ausfall     | Motorschaden    |
| 1989 | Team Schuppan            | Porsche 962C | Gary Brabham         | Eje Elgh       | Rang 13     |                 |

### Sebring-Ergebnisse
| Jahr | Team         | Fahrzeug     | Teamkollege    | Teamkollege  | Platzierung | Ausfallgrund  |
| ---- | ------------ | ------------ | -------------- | ------------ | ----------- | ------------- |
| 1986 | Group 44     | Jaguar XJR-7 | Hurley Haywood | Brian Redman | Ausfall     | Ventilschaden |
| 1987 | Dyson Racing | Porsche 962  | Price Cobb     |              | Ausfall     | Unfall        |

### Einzelergebnisse in der Sportwagen-Weltmeisterschaft
| Saison | Team                                               | Rennwagen               | 1   | 2   | 3   | 4   | 5   | 6   | 7   | 8   | 9   | 10  | 11  | 12  | 13  | 14  | 15  | 16  | 17  |
| ------ | -------------------------------------------------- | ----------------------- | --- | --- | --- | --- | --- | --- | --- | --- | --- | --- | --- | --- | --- | --- | --- | --- | --- |
| 1973   | Gulf Racing                                        | Mirage M6               | DAY | VAL | DIJ | MON | SPA | TAR | NÜR | LEM | ZEL | WAT |     |     |     |     |     |     |     |
| 1973   | Gulf Racing                                        | Mirage M6               |     | DNF | 5   | DNF | 2   |     |     | DNF |     |     |     |     |     |     |     |     |     |
| 1974   | Forge Mill Racing Gulf Racing                      | Chevron B26 Gulf GR7    | MON | SPA | NÜR | IMO | LEM | ZEL | WAT | LEC | BRH | KYA |     |     |     |     |     |     |     |
| 1974   | Forge Mill Racing Gulf Racing                      | Chevron B26 Gulf GR7    |     | DNF | 4   |     | DNF |     |     | DNF | DNF | DNF |     |     |     |     |     |     |     |
| 1975   | Vern Schuppan March                                | March 75S               | DAY | MUG | DIJ | MON | SPA | PER | NÜR | ZEL | WAT |     |     |     |     |     |     |     |     |
| 1975   | Vern Schuppan March                                | March 75S               |     |     |     | DNF |     |     | 7   |     |     |     |     |     |     |     |     |     |     |
| 1976   | Kremer Racing Gran Touring Cars                    | Porsche 935 Mirage GR8  | MUG | VAL | NÜR | MON | SIL | IMO | NÜR | ZEL | PER | WAT | MOS | DIJ | DIJ | SAL |     |     |     |
| 1976   | Kremer Racing Gran Touring Cars                    | Porsche 935 Mirage GR8  |     |     |     |     |     |     |     | 4   |     |     | 5   |     |     |     |     |     |     |
| 1978   | Gran Touring Cars                                  | Mirage M9               | DAY | SEB | MUG | TAL | DIJ | SIL | NÜR | LEM | MIS | DAY | WAT | VAL | ROD |     |     |     |     |
| 1978   | Gran Touring Cars                                  | Mirage M9               |     |     |     |     | 10  |     |     |     |     |     |     |     |     |     |     |     |     |
| 1979   | Gran Touring Cars                                  | Ford M10                | DAY | SEB | MUG | TAL | DIJ | RIV | SIL | NÜR | LEM | PER | DAY | WAT | SPA | BRH | ROA | VAL | ELS |
| 1979   | Gran Touring Cars                                  | Ford M10                |     |     |     |     |     |     |     |     | DNF |     |     |     |     |     | DNF |     |     |
| 1981   | Porsche BMW                                        | Porsche 936 BMW M-1/C   | DAY | SEB | MUG | MON | RIV | SIL | NÜR | LEM | PER | DAY | WAT | SPA | MOS | ROA | BRH |     |     |
| 1981   | Porsche BMW                                        | Porsche 936 BMW M-1/C   |     |     |     |     |     |     |     | 12  |     |     |     |     |     | DNF |     |     |     |
| 1982   | Porsche                                            | Porsche 956             | MON | SIL | NÜR | LEM | SPA | MUG | FUJ | BRH |     |     |     |     |     |     |     |     |     |
| 1982   | Porsche                                            | Porsche 956             |     |     |     | 2   | 2   |     | DNF |     |     |     |     |     |     |     |     |     |     |
| 1983   | Kremer Racing Porsche Trust Racing                 | Porsche 956             | MON | SIL | NÜR | LEM | SPA | FUJ | KYA |     |     |     |     |     |     |     |     |     |     |
| 1983   | Kremer Racing Porsche Trust Racing                 | Porsche 956             |     | 5   |     | 1   |     | 3   | DNF |     |     |     |     |     |     |     |     |     |     |
| 1984   | Brun Motorsport Kremer Racing Porsche Trust Racing | Porsche 956             | MON | SIL | LEM | NÜR | BRH | MOS | SPA | IMO | FUJ | KYA | SAN |     |     |     |     |     |     |
| 1984   | Brun Motorsport Kremer Racing Porsche Trust Racing | Porsche 956             |     | 11  | 6   |     |     | DNF | 6   |     | 3   | 8   |     |     |     |     |     |     |     |
| 1985   | Lloyd Racing Porsche Trust Racing                  | Porsche 956 Porsche 962 | MUG | MON | SIL | LEM | HOK | MOS | SPA | BRH | FUJ | SEL |     |     |     |     |     |     |     |
| 1985   | Lloyd Racing Porsche Trust Racing                  | Porsche 956 Porsche 962 |     |     | DNF | DNF |     |     |     | 5   | 6   | 3   |     |     |     |     |     |     |     |
| 1986   | Porsche Joest Racing Trust Racing                  | Porsche 962 Porsche 956 | MON | SIL | LEM | NÜN | BRH | JER | NÜR | SPA | FUJ |     |     |     |     |     |     |     |     |
| 1986   | Porsche Joest Racing Trust Racing                  | Porsche 962 Porsche 956 |     |     | DNF |     |     |     |     | 8   | 6   |     |     |     |     |     |     |     |     |
| 1987   | Porsche Trust Racing                               | Porsche 962             | JAR | JER | MON | SIL | LEM | NÜN | BRH | NÜR | SPA | FUJ |     |     |     |     |     |     |     |
| 1987   | Porsche Trust Racing                               | Porsche 962             |     |     |     |     | DNF |     |     |     |     | 10  |     |     |     |     |     |     |     |
| 1988   | Porsche Trust Racing                               | Porsche 962             | JER | JAR | MON | SIL | LEM | BRÜ | BRH | NÜR | SPA | FUJ | SAN |     |     |     |     |     |     |
| 1988   | Porsche Trust Racing                               | Porsche 962             |     |     |     |     | DNF |     |     |     |     | 10  |     |     |     |     |     |     |     |
| 1989   | Team Davey                                         | Porsche 962             | SUZ | DIJ | JAR | BRH | NÜR | DON | SPA | MEX |     |     |     |     |     |     |     |     |     |
| 1989   | Team Davey                                         | Porsche 962             | 12  |     |     |     |     |     | DNF |     |     |     |     |     |     |     |     |     |     |
| 1990   | Team Davey                                         | Porsche 962             | SUZ | MON | SIL | SPA | DIJ | NÜR | DON | MOT | MEX |     |     |     |     |     |     |     |     |
| 1990   | Team Davey                                         | Porsche 962             | 9   |     |     |     |     |     |     |     |     |     |     |     |     |     |     |     |     |